# Haematoscarta
Haematoscarta is een geslacht van halfvleugeligen uit de familie schuimcicaden (Cercopidae). De wetenschappelijke naam van dit geslacht is voor het eerst geldig gepubliceerd in 1903 door Breddin.

## Soorten
Het geslacht Haematoscarta omvat de volgende soorten:
- Haematoscarta flavifrons Schmidt, 1925
- Haematoscarta jacobii Breddin, 1903